# Catocala amatrix
Catocala amatrix là một loài bướm đêm thuộc họ Erebidae. Loài này có thể có ở Nova Scotia, phía nam qua Connecticut tới Florida và phía tây qua Texas và Oklahoma tới Arizona và phía bắc đến Montana, Minnesota và Ontario.

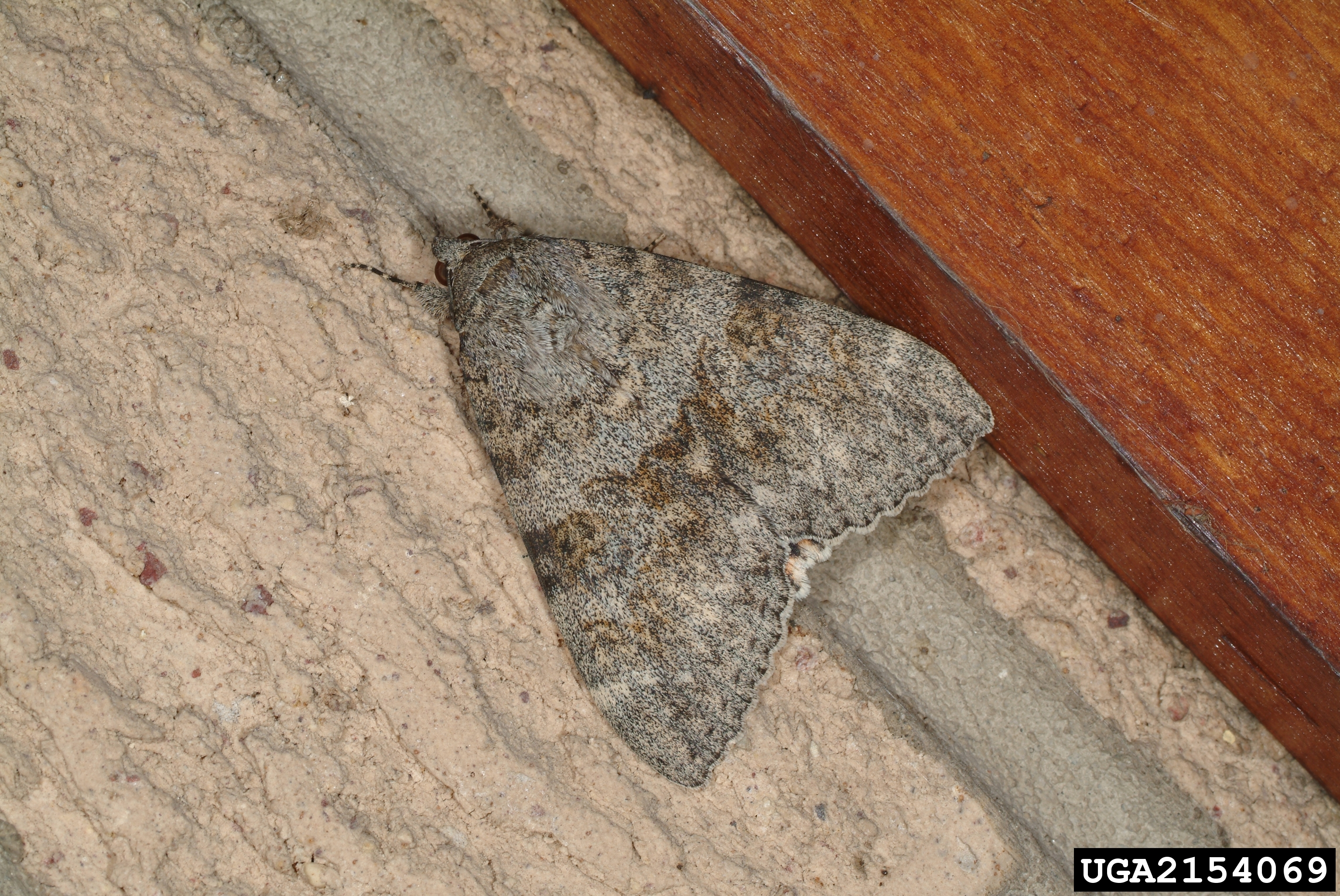

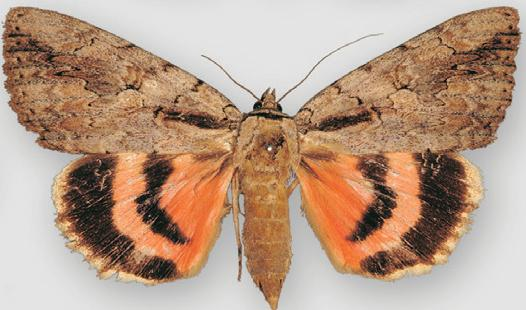
lectotype của Catocala nurus, hiện tại được coi là đồng nghĩa của Catocala amatrix

Sải cánh dài 75–95 mm. The moths gặp ở tháng 8 đến tháng 10 tùy theo địa điểm.
Ấu trùng ăn Populus deltoides, Populus grandidenta, Populus nigra, Populus tremuloides và Salix nigra.

## Hình ảnh

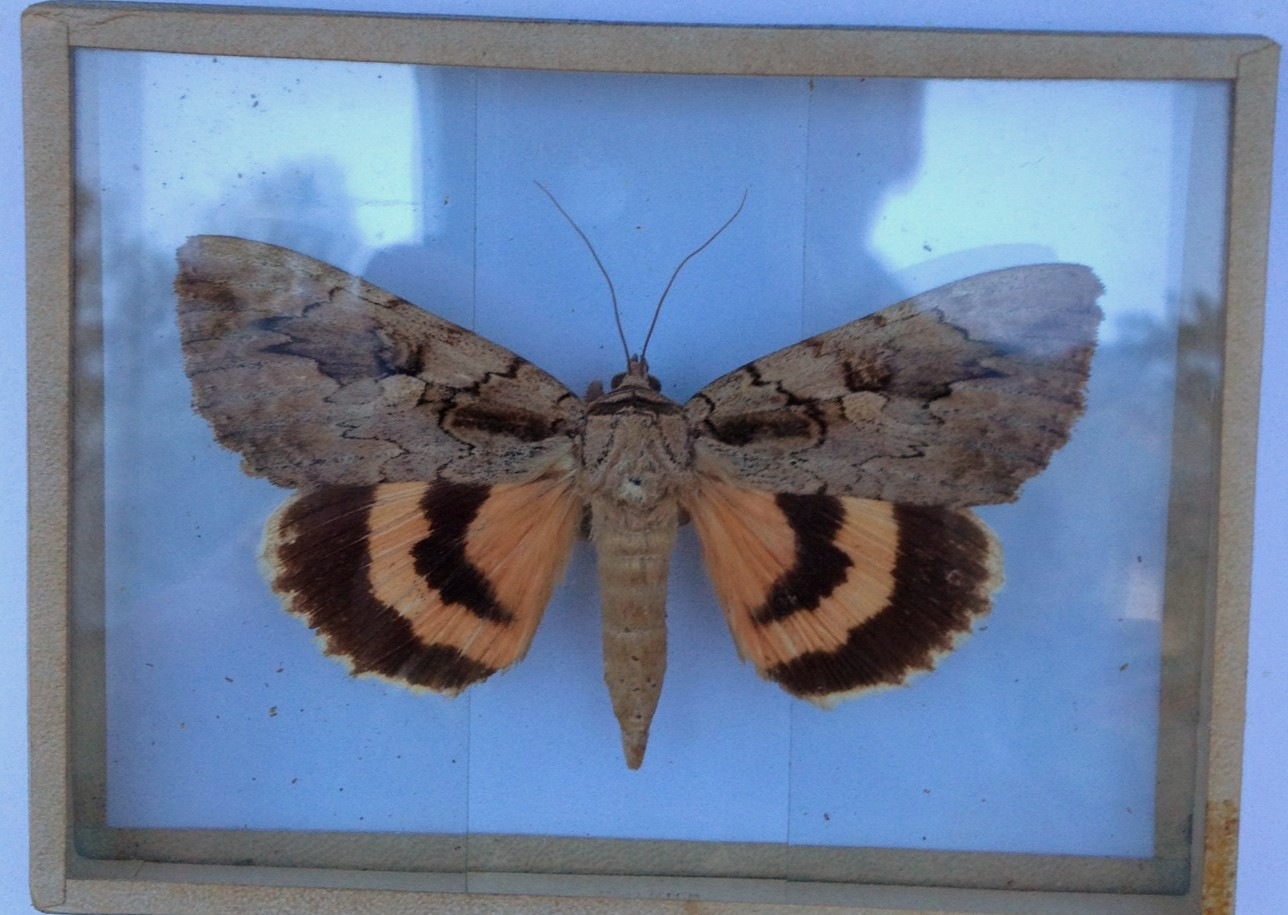
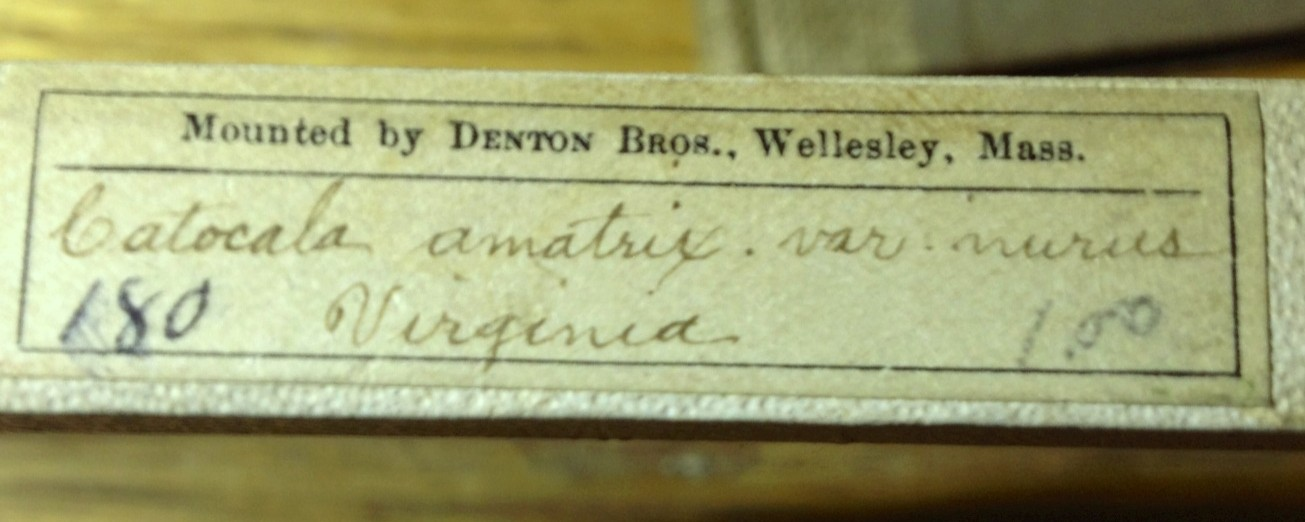